# Santuario della Madonna di Guadalupe (Santo Stefano d'Aveto)
Il santuario della Madonna di Guadalupe - già chiesa di Santo Stefano protomartire - è un luogo di culto cattolico situato nel comune di Santo Stefano d'Aveto, nella città metropolitana di Genova. La chiesa, unico santuario in Italia dedicato a Nostra Signora di Guadalupe, è sede della parrocchia di Santo Stefano protomartire ed è arcipretura del vicariato di Bobbio, Alta Val Trebbia, Aveto e Oltre Penice della diocesi di Piacenza-Bobbio.

## Storia

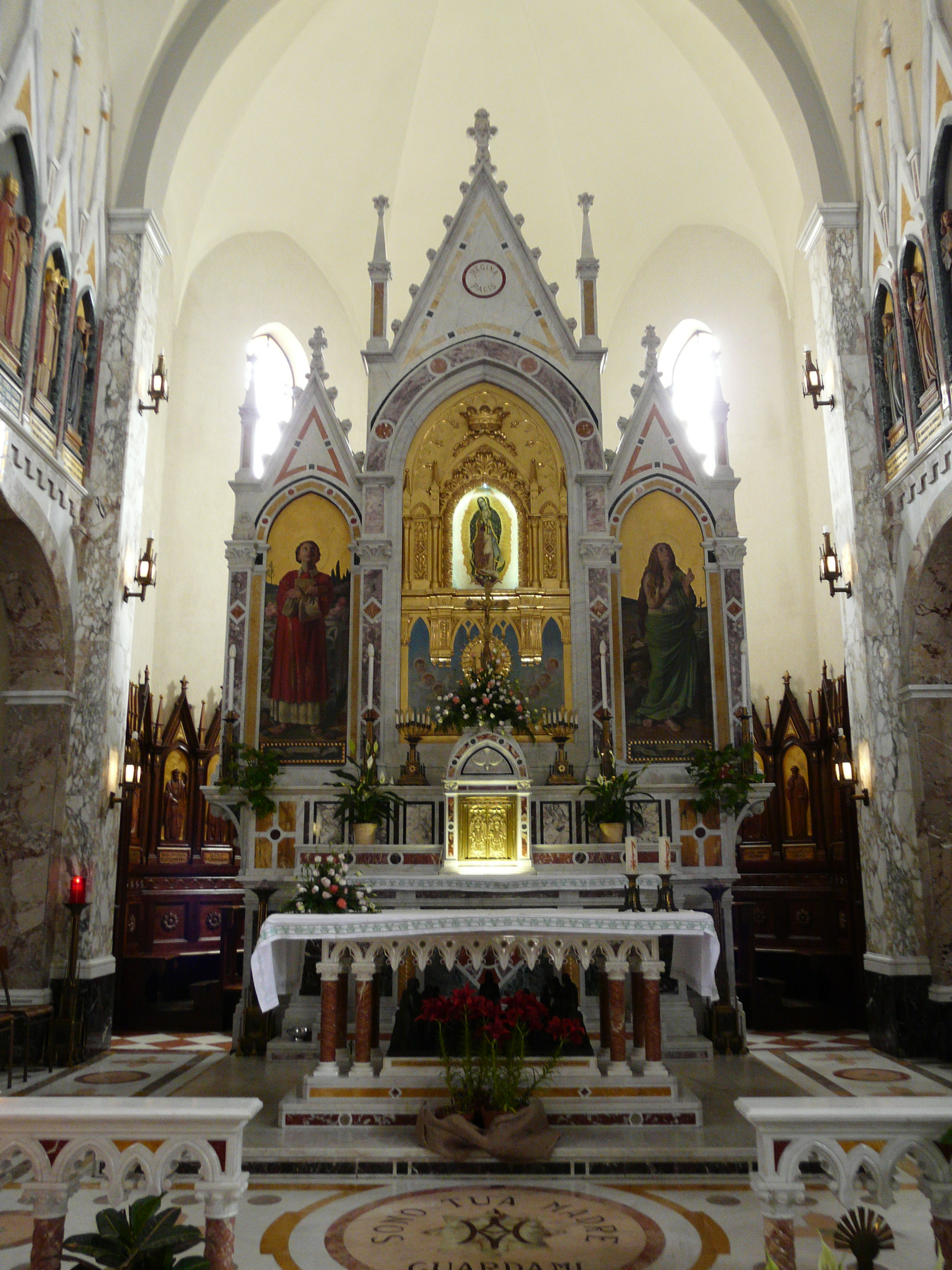
L'altare maggiore

L'erezione a parrocchia della chiesa avvenne nel 1315 sotto la signoria dei Doria. Secondo le fonti storiche il culto religioso verso Nostra Signora di Guadalupe arrivò in Italia attraverso l'opera dei Padri Gesuiti. La tradizione locale narra che nel 1802 un giovane di Santo Stefano d'Aveto - Antonio Domenico Rossi - studente presso l'istituto dei Gesuiti di Piacenza, ritornò al paese natio portando con sé un'immagine ritraente la Madonna di Guadalupe; la raffigurazione era dipinta su una lastra di rame e inquadrata con una cornice di piccole dimensioni.
L'immagine della Vergine, su accordo favorevole del locale parroco, fu pertanto esposta nei locali della chiesa parrocchiale per la venerazione dei fedeli. Il culto verso l'immagine si espanse ben presto nei borghi e villaggi vicini tanto che nel 1805, oltre alla rituale festa dell'apparizione mariana del 12 dicembre, fu affiancata la festività della quarta domenica di settembre per permettere ai non residenti di partecipare al rito religioso.
A seguito dell'ottimo risultato della festa si decise di chiedere alla Santa Sede la facoltà di celebrare la messa propria della Madonna con relativa ufficiatura; la richiesta accolse il parere positivo di papa Pio VII che, tramite un breve apostolico del 1806, ufficializzò la celebrazione della festa nella domenica successiva al 16 agosto.
Al 1811 risale la donazione da parte del cardinale e segretario di Stato Giuseppe Maria Doria Pamphilj - confinato a Pegli in seguito alla controversia tra il pontefice e il generale francese Napoleone Bonaparte - del dipinto raffigurante la Madonna di Guadalupe. Il quadro fu dipinto in Messico e in seguito donato dal secondo vescovo di Città del Messico - Alfonso de Montùfar - al re Filippo II di Spagna che lo offrì in dono all'ammiraglio Giovanni Andrea Doria, quest'ultimo nipote del celebre Andrea Doria di Oneglia (Imperia). Secondo la leggenda tale dipinto fu portato dallo stesso Doria nella propria galea genovese durante la battaglia di Lepanto del 1571.
Fu nel 1815 che, sentito il parere favorevole dei parroci locali, il Consiglio degli anziani della val d'Aveto proclamò Nostra Signora di Guadalupe patrona principale della valle. L'intitolazione a santuario della Madonna di Guadalupe fu ufficializzata da monsignor Pietro Zuccarino, vescovo di Bobbio, tramite il decreto del 19 agosto 1972.

## L'incoronazione e la devozione nella valle avetana

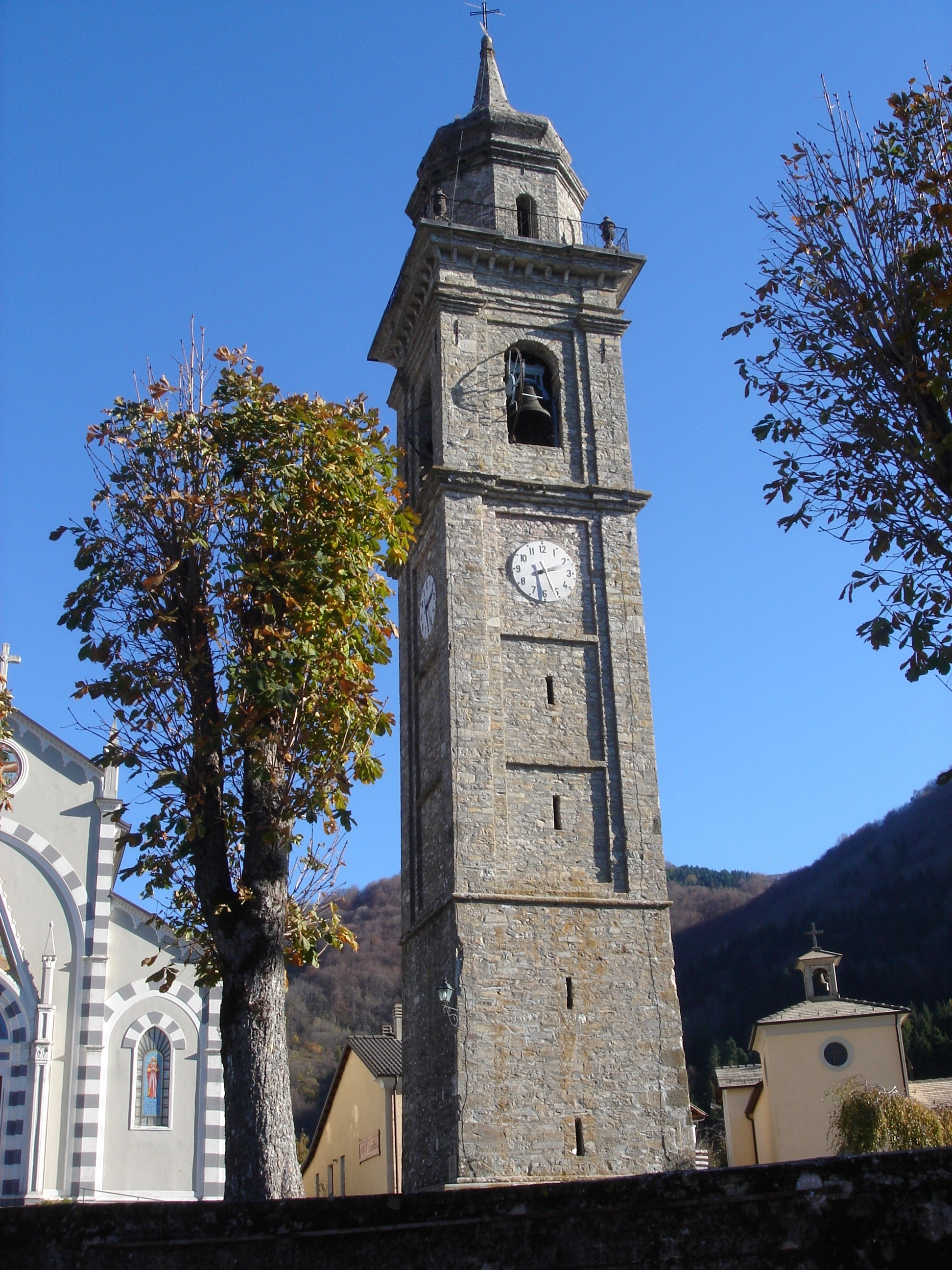
Il campanile

La corona aurea che ancora oggi cinge il capo della Vergine fu realizzata da una ditta specializzata grazie alle donazioni dei fedeli di oggetti in oro. La posa della corona avvenne il 23 agosto del 1987, nel corso dell'Anno Mariano indetto da papa Giovanni Paolo II, da parte del cardinale Giuseppe Siri con l'assistenza del vescovo ausiliare di Genova-Bobbio monsignor Giacomo Barabino e del vescovo di Piacenza monsignor Antonio Mazza.
Il culto religioso, diffuso a partire dai primi anni del XIX secolo, accrebbe notevolmente nel tempo anche grazie alle migrazioni degli abitanti della val d'Aveto verso l'America Latina. La devozione aumentò inoltre nel corso della seconda guerra mondiale, quando la popolazione avetana e gli sfollati si rifugiarono nel borgo di Santo Stefano invocando l'aiuto della patrona.
Per ringraziare la protezione che, secondo il credo religioso, la Vergine avrebbe donato si decise di erigere una statua in bronzo della Madonna sul monte Maggiorasca. Opera del professor Gaetano Olivari di Genova, posizionata nel 1947 e benedetta il 24 agosto da monsignor Bernardo Bertoglio vescovo di Bobbio, è alta 2,20 metri e poggia su un basamento in pietra scalpellata alto 5,20 metri.

## Descrizione

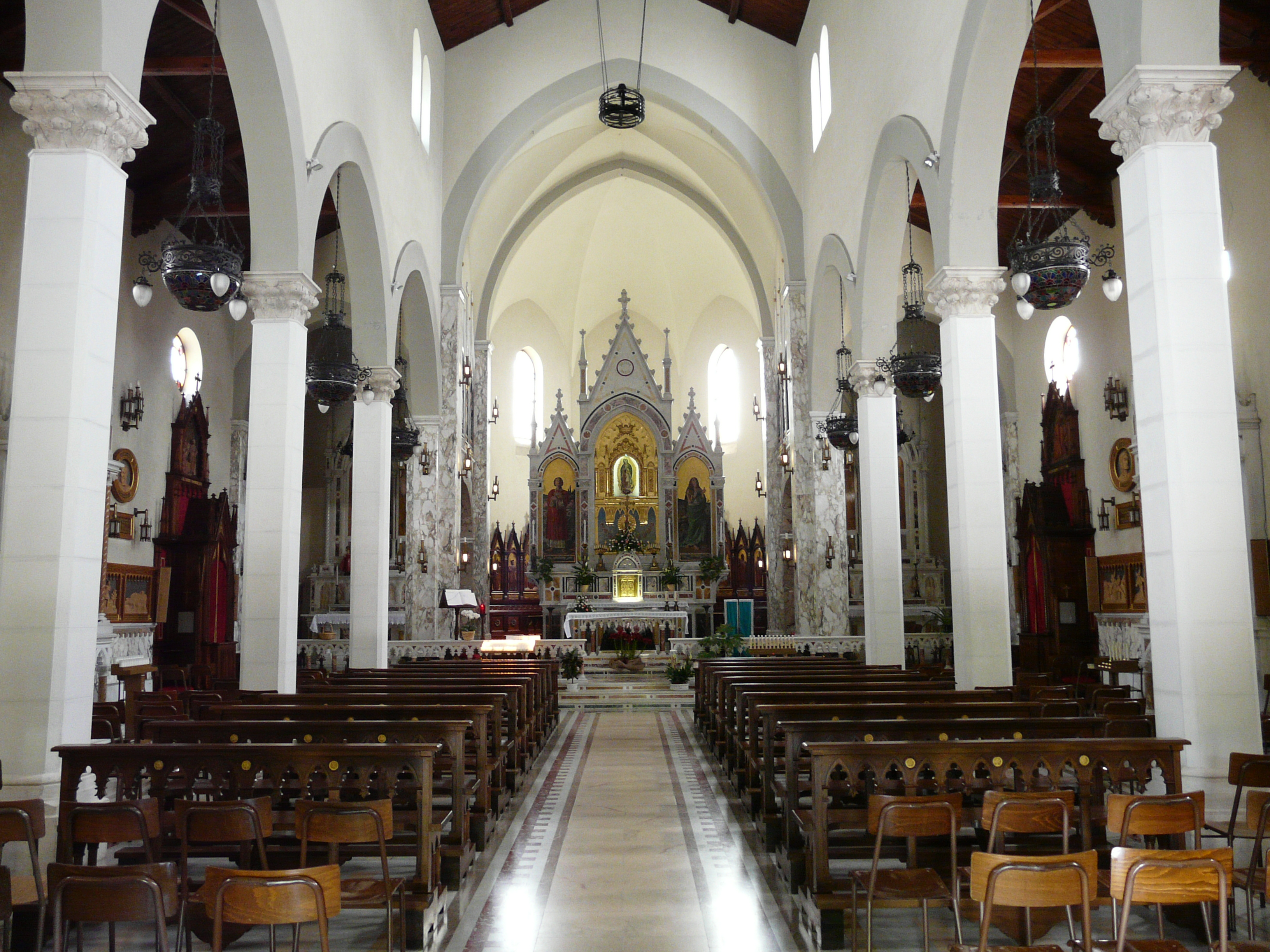
La navata centrale

Il notevole flusso dei pellegrini e le problematiche legate alla stabilità del terreno fecero sì che all'inizio del XX secolo l'arciprete di Santo Stefano d'Aveto - don Francesco Mariani - dovette prendere la decisione di erigere in tempi brevi un nuovo edificio religioso. Fu presentato un primo progetto dell'ingegner Riccardo Questa di Chiavari - una chiesa a tre navate in stile gotico toscano - ma per la morte dell'arciprete committente e l'inizio della prima guerra mondiale si dovette accantonare momentaneamente il progetto.
Al termine del conflitto bellico fu presentato un nuovo progetto dell'architetto Lorenzo Basso di Genova. La posa della prima pietra si ebbe nel 1925 per terminare tre anni dopo. La consacrazione solenne si tenne il 17 agosto del 1928, in contemporanea con la festività di Nostra Signora di Guadalupe, da parte di monsignor Matteo Pellegrino, vescovo di Bobbio.
Nel 1940, con nuovi lavori che portarono la chiesa al suo aspetto attuale, fu costruito il trono del Sacro Cuore di Gesù e in seguito altri troni dedicati a san Giuseppe, all'Addolorata, a san Lorenzo martire, a san Giovanni Bosco e a santa Maria Goretti. All'interno, oltre all'immagine della Madonna di Guadalupe sopra l'altare maggiore, sono presenti due altari laterali intitolati ai santi Antonio abate (a sinistra) e Rocco (a destra).